# Michele Abbate
Michele Abbate (* 1970) ist ein italienischer Altphilologe und Historiker der antiken Philosophie.
Michele Abbate hat 1994 ein Studium der Klassischen Philologie und Philosophie an der Universität Pavia mit der laurea abgeschlossen. 2001 wurde er an der Universität Macerata mit einer Dissertation über die ontologische Auffassung der Etymologie im Kommentar des Proklos zum Kratylos Platons promoviert. Von 2001 bis 2003 war er wissenschaftlicher Mitarbeiter, von 2003 bis 2005 Dozent an der Universität Pavia, von 2005 bis 2007 Stipendiat der Alexander von Humboldt-Stiftung bei Michael Erler an der Universität Würzburg, von 2007 bis 2008 Mitarbeiter in einem DFG-Projekt unter Leitung von Christoph Horn an der Universität Bonn. Seit 2008 arbeitet er an der Universität Salerno.
Forschungsschwerpunkte sind Platon und der Neuplatonismus, insbesondere Proklos. Weitere Themen sind die Rezeption des Parmenides sowie die Handlungs- und Willensfreiheit im Neuplatonismus.

## Schriften (Auswahl)
- Dall’etimologia alla teologia. Proclo interprete del Cratilo. Piemme, Casale Monferrato 2001.
- Proclo. Commento alla Repubblica di Platone. Bompiani, Milano 2004.
- (Hrsg., Übers.): Proclo. Teologia Platonica. Prefazione di Werner Beierwaltes. Introduzione di Giovanni Reale. Bompiani, Milano 2005. (Übersetzung, Erläuterungen und Apparate)
- Il divino tra unità e molteplicità. Saggio sulla Teologia Platonica di Proclo. Edizioni dell’Orso, Alessandria 2008.
- Parmenide e i neoplatonici. Dall’Essere all’Uno e al di là dell’Uno. Edizioni dell’Orso, Alessandria 2010, ISBN 978-88-6274-210-8.
- mit Julia Pfefferkorn, Antonino Spinelli (Hrsg.): Selbstbewegung und Lebendigkeit. Die Seele in Platons Spätwerk. (Beiträge zur Altertumskunde, 356). De Gruyter, Berlin, Boston 2016, ISBN 978-3-11-046711-6